# トリカーゼ
トリカーゼ（イタリア語: Tricase）は、イタリア共和国プッリャ州レッチェ県にある、人口約1万7000人の基礎自治体（コムーネ）。

## 地理

### 位置・広がり

#### 隣接コムーネ
隣接するコムーネは以下の通り。
- アレッサーノ
- アンドラーノ
- ミッジャーノ
- モンテサーノ・サレンティーノ
- スペッキア
- ティッジャーノ